# Salts de gran altura al Campionat del Món de natació de 2015
Els Salts de gran alçada o High diving del Campionat del món del 2015 entre el 3 i el 5 d'agost de 2015 a Kazan, Rússia.

## Horari
Se celebraran dos proves diferents, una masculina i una femenina.Tot temps és local (UTC+3).
| Data      | Temps | Esdeveniment     |
| --------- | ----- | ---------------- |
| 3 d'Agost | 14:00 | Rondes 1-3 homes |
| 4 d'Agost | 14:00 | Rondes 1-3 dones |
| 5 d'Agost | 14:00 | Rondes 4-5 homes |

## Medallistes
| Event | Or                             | Or        | Plata                         | Plata  | Bronze                    | Bronze |
| Homes | Gary Hunt, Regne Unit          | 629.30 CR | Jonathan Paredes, Mèxic       | 596.95 | Artem Silchenko, Rússia   | 593.95 |
| Dones | Rachelle Simpson, Estats Units | 258.70    | Cesilie Carlton, Estats Units | 237.35 | Yana Nestsiarava, Belarús | 233.10 |